# Волтер Крейн
Волтер Крейн (англ. Walter Crane; 15 серпня 1845, Ліверпуль — 14 березня 1915, Хоршем, Західний Сассекс) — англійський художник епохи модерну, графік, архітектор-декоратор, художник по тканинах і теоретик мистецтва.

## Життєпис

### Дитинство і юність
Народився в Ліверпулі у родині живописця і мініатюриста Томаса Крейна (1808—1859). Його сестра, Люсі, була письменницею та істориком мистецтва. Незабаром сім'я Крейнів переїхала в Девоншир, а в 1857 — в Лондон. Першим учителем Крейна був його батько. Після смерті Томаса Крейна в 1859 Волтер став учнем гравера Вільяма Джеймса Лінтона. Той оцінив високу якість робіт юнака і допоміг йому отримати перші замовлення.
Учасник чартистського руху, Лінтон познайомив Крейна з політичним і релігійним діячем Дж. Р. Вайзом, чиї радикальні погляди великою мірою вплинули на світогляд художника і його захоплення соціалістичними ідеями. Вайз познайомив Крейна з поезією Шеллі, яка, за словами самого художника, «зробила його бунтарем», а також з працями Джона Раскіна, активного ідеолога руху прерафаелітів.

### Творчість
У 1862 Крейн дебютував на виставці в Королівській академії мистецтв своєю картиною «Леді Шалотт». Незабаром він став одним із лідерів групи молодих художників, що захоплювались творчістю Едварда Берн-Джонса і Сімеона Соломона. Критики презирливо охрестили їх «групою поетів без школи граматики», натякаючи на незрілість їх стилю. Їх роботи регулярно відхиляло журі виставок Королівської Академії, і молоді художники експонували свої полотна в ліберальнішій Галереї Дадлі. Протягом 1870-х Крейн також брав активну участь у виставках Товариства акварелістів, а з 1877 показував свої роботи в Галереї Гросвенор і в Новій Галереї.

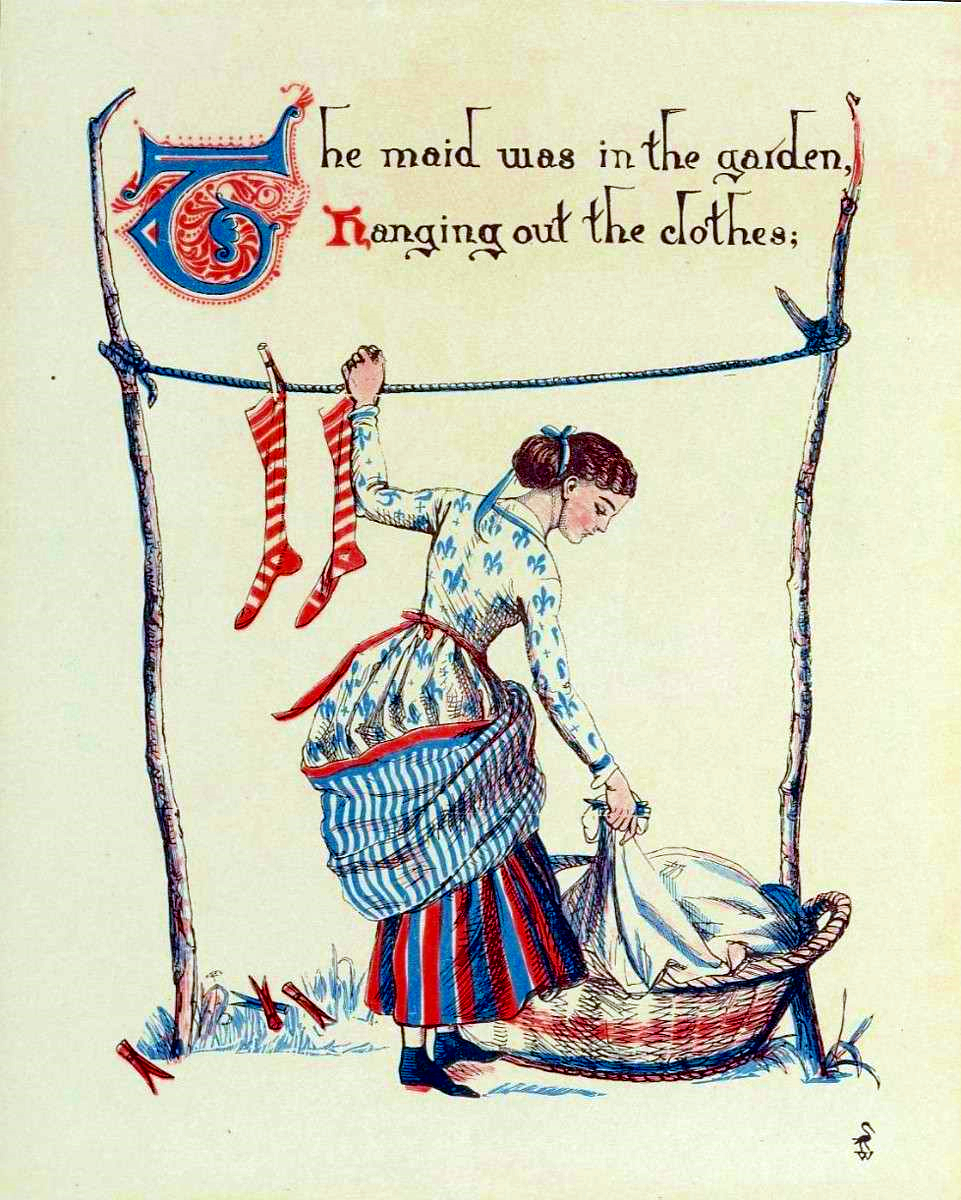
Ілюстрація до дитячої пісеньки «Sing A Song Of Sixpence» («Птахи в пирозі»), 1864

У 1871 художник одружився і восени того ж року вирушив у весільну подорож до Італії. Дорогою в Рим він побував у Вероні і Венеції, вивчаючи полотна Мантеньї, Карпаччо і Белліні, а також у Флоренції, де захопився картинами Боттічеллі «Весна» і «Народження Венери», представлених в Галереї Уффіці, тоді ще не на найпочеснішому місці. Згодом він виразив своє захоплення, написавши власну картину «Народження Венери», мабуть, найбільш «італійську» з його картин, показану на першій виставці в Галереї Гросвенор і куплену художником Джорджем Фредеріком Воттсом.
У Римі Крейн розпочав працювати над однією з найскладніших і найсимволічніших своїх робіт — «Смерть Року» (1872). Картина навіяна однойменною поемою Шеллі, написаною в 1821 і виданою посмертно. На картині зображені алегоричні фігури місяців, що супроводжують катафалк з тілом мертвого року. На чолі процесії йдуть дві фігури — Час в образі священика, який читає поминальну молитву, і Любов, крилата фігура з кадилом у руці. «Смерть року» визначила інтерес художника до містичної символіки, що зближує його пошуки з творчістю Едварда Берн-Джонса, перед талантом якого Крейн схилявся.

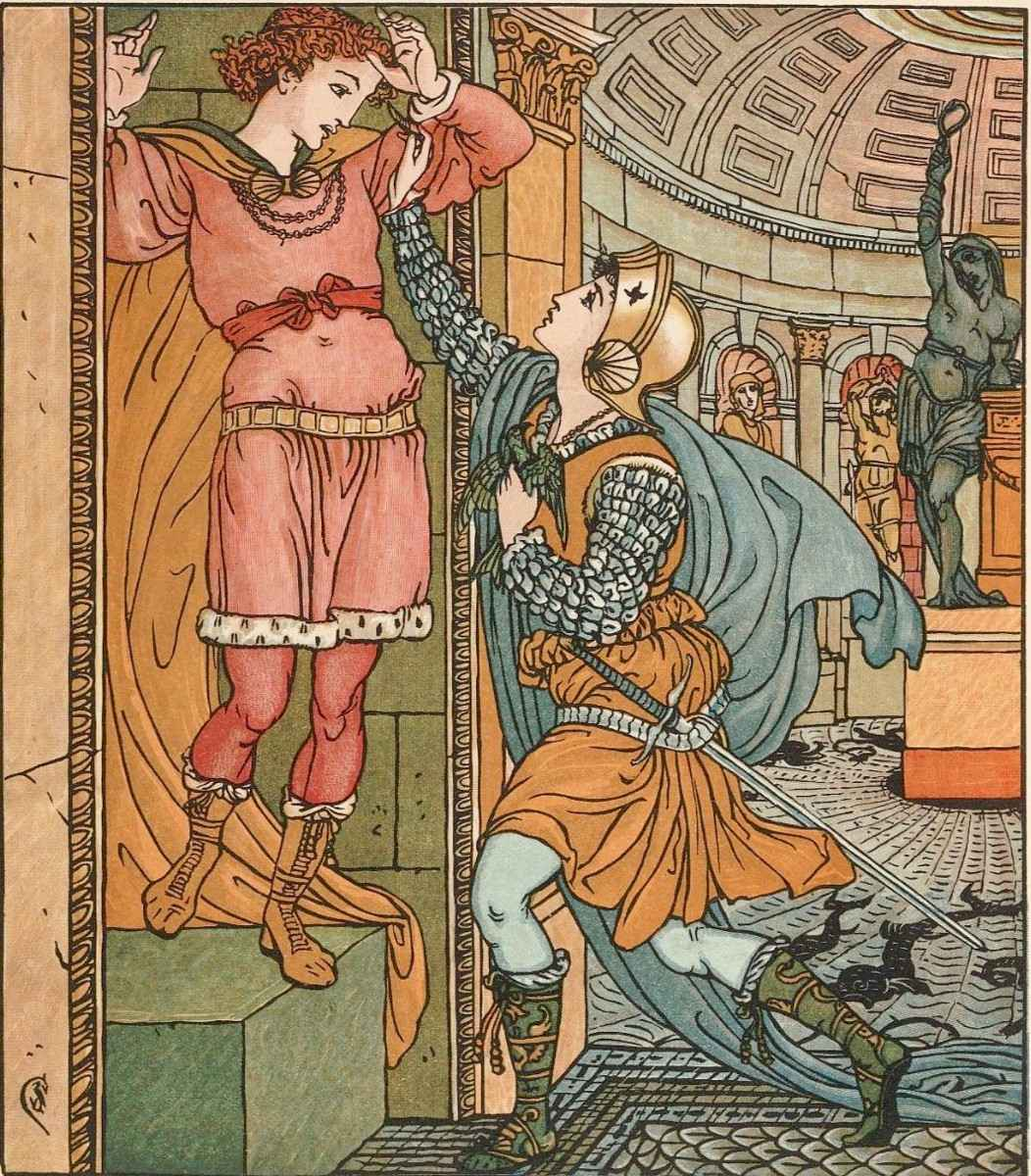
Ілюстрація до казки «Принцеса Белль-Етуаль»

У 1871 Крейн познайомився з Берн-Джонсом і Вільямом Моррісом. Останній також дотримувався соціалістичних поглядів і став близьким другом художника, а його книга «Мистецтво і соціалізм» мала великий вплив на світогляд Крейна. Разом з Моррісом він взяв активну участь в русі за відродження традиційних мистецтв і забутих ремесел і зробив значний внесок у розвиток декоративного мистецтва.
У 1882 Крейн став членом організованої Артуром Макмердо і Селвіном Іміджем «Гільдії століття». Він розробляв ескізи шпалер, вітражів і керамічної плитки, займався проєктуванням архітектурних інтер'єрів (слово «дизайн» художники модерну не вживали). В оформленні інтер'єру прагнув досягти гармонії цілого, починаючи від основних ліній ансамблю і закінчуючи найпростішими побутовими предметами, спираючись при цьому на дослідження в області лінії і кольору.
У 1883 художник став одним з організаторів і першим президентом «Товариства мистецтв і ремесел», мету якого він бачив у тому, щоб «перетворити художників в ремісників, а ремісників — в художників». До завдань товариства входила організація виставок творів прикладного мистецтва з метою їх популяризації. Серед членів товариства були також Вільям Морріс, Едвард Берн-Джонс, Хейвуд Самнер, Філіп Вебб, Едвард-Онслоу Форд та інші художники.

### Крейн-ілюстратор

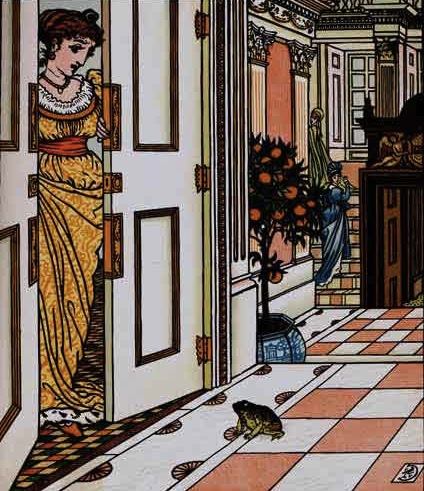
Ілюстрація до казки «Король-жабеня», 1874

Крейн був вельми різнобічним художником, проте найвідчутніший внесок він зробив в англійську книжкову графіку. На початку 1860-х познайомився з видавцем Едмундом Евансом, піонером дешевого кольорового друку. Разом вони почали масове виробництво дитячих книг на дешевому папері, а тому доступних навіть людям з малим достатком. Вишукане художнє оформлення, чудове знання дитячої психології і невисока ціна продукції тандему Еванс-Крейн незабаром зробили першого багатим, а другого широко відомим. У 1870-х Крейн виконав цілий ряд дитячих книжок-зошитів для лондонського видавництва «Джордж Роутлідж і сини», які ще більше зміцнили його успіх і зробили одним з найпопулярніших художників книги. Крейн ілюстрував понад 50 книг для дітей.
Графічний стиль Крейна є віддзеркаленням його інтересу до мистецтва Ренесансу, що проявилося передусім у зображенні костюмів і інтер'єрів. Він також зазнав значного впливу японської гравюри з її лінеарністю і локальним колористичним рішенням, що, на думку художника, абсолютно відповідало особливостям дитячого сприйняття.

### Зрілі роки. Крейн-теоретик
У 1895 Крейн був обраний почесним членом Мюнхенської Академії мистецтв. Впродовж багатьох років він виконував обов'язки директора Манчестерської Школи мистецтв; в 1897—1898 також недовго очолював Королівський художній коледж, викладав у Школі ремесел Південно-Кенсингтонського музею. Однак неможливість поєднувати адміністративну діяльність і художню творчість змусила його залишити цю посаду.
Крейн був літературно обдарованою людиною і теоретиком мистецтва. Він писав публіцистичні і критичні статті. Свої теоретичні погляди виклав в роботах «Завдання декоративного мистецтва» (1892), «Декоративна книжкова ілюстрація» (1896), «Основи малюнка» (1898), «Лінія і форма» (Line and Form, 1900). Остання мала особливо важливе значення для розвитку теорії мистецтва. Крейн одним з перших розмежував поняття графічного і живописного начал образотворчого процесу і теоретично обгрунтував специфіку мистецтва малюнка і графіки.
У 1907 побачила світ книга спогадів художника.

### Політичні погляди
У політиці Крейн дотримувався лівих поглядів. Сповідуючи марксизм, художник, разом з тим, відкидав ідею досягнення соціалізму революційним шляхом, вважаючи, що зміна суспільних формацій повинна відбутися через освіту і просвіту робітничих мас. Він був членом Незалежної лейбористської партії, брав активну участь у виданні партійної літератури. Активна життєва позиція дивним чином поєднувалася в ньому з лагідністю характеру, делікатним ставленням до близьких людей, що відзначають у своїх спогадах його сучасники.

### Смерть Крейна
У грудні 1914 у житті Крейна сталась трагедія: його дружина Мері загинула під колесами поїзда. Художник був глибоко вражений смертю коханої, з якою прожив 44 роки. Не переживши втрати, він помер три місяці по тому, у березні 1915, в Хоршемській лікарні.

## Галерея

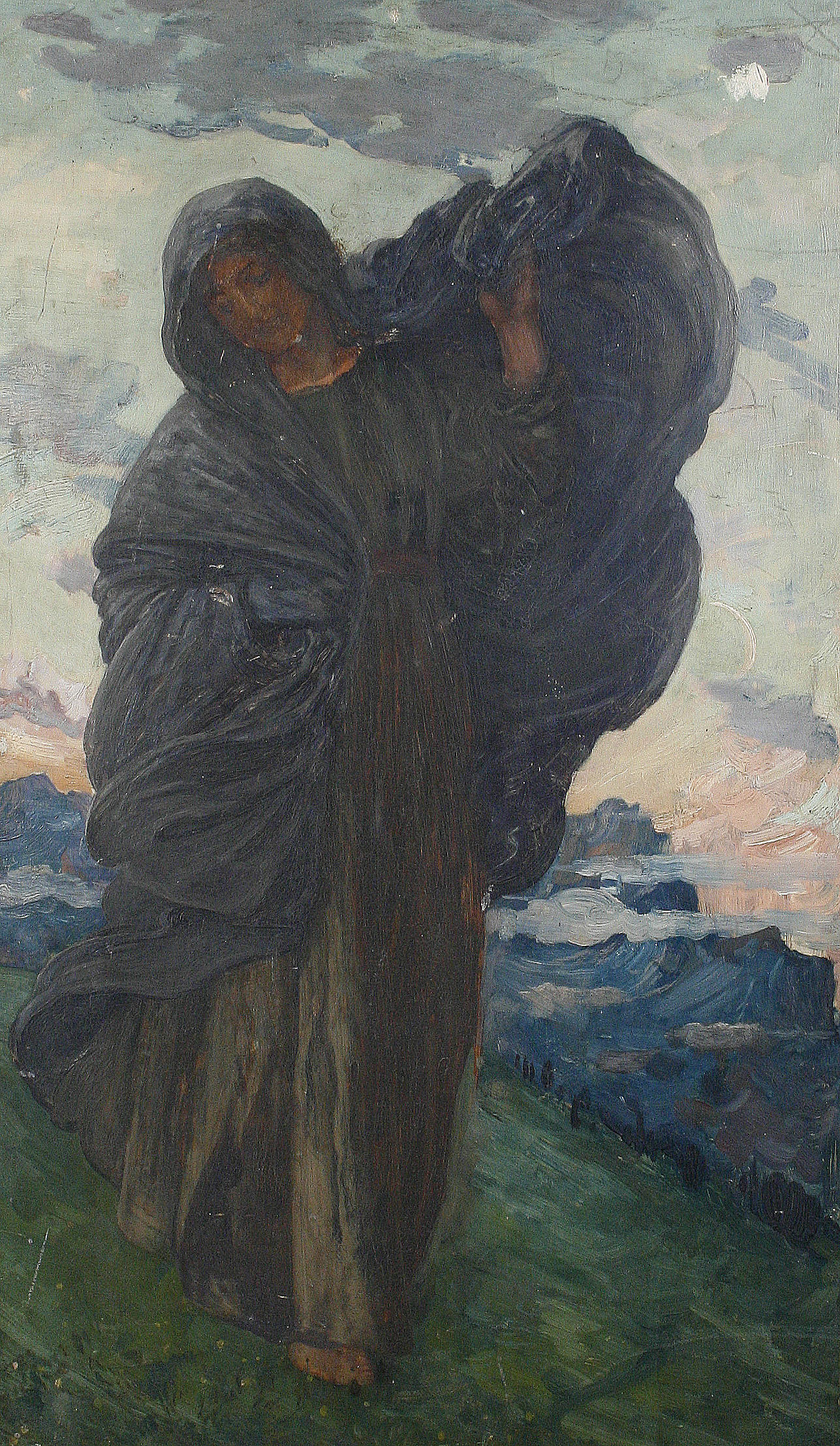
«Зима» (1870)
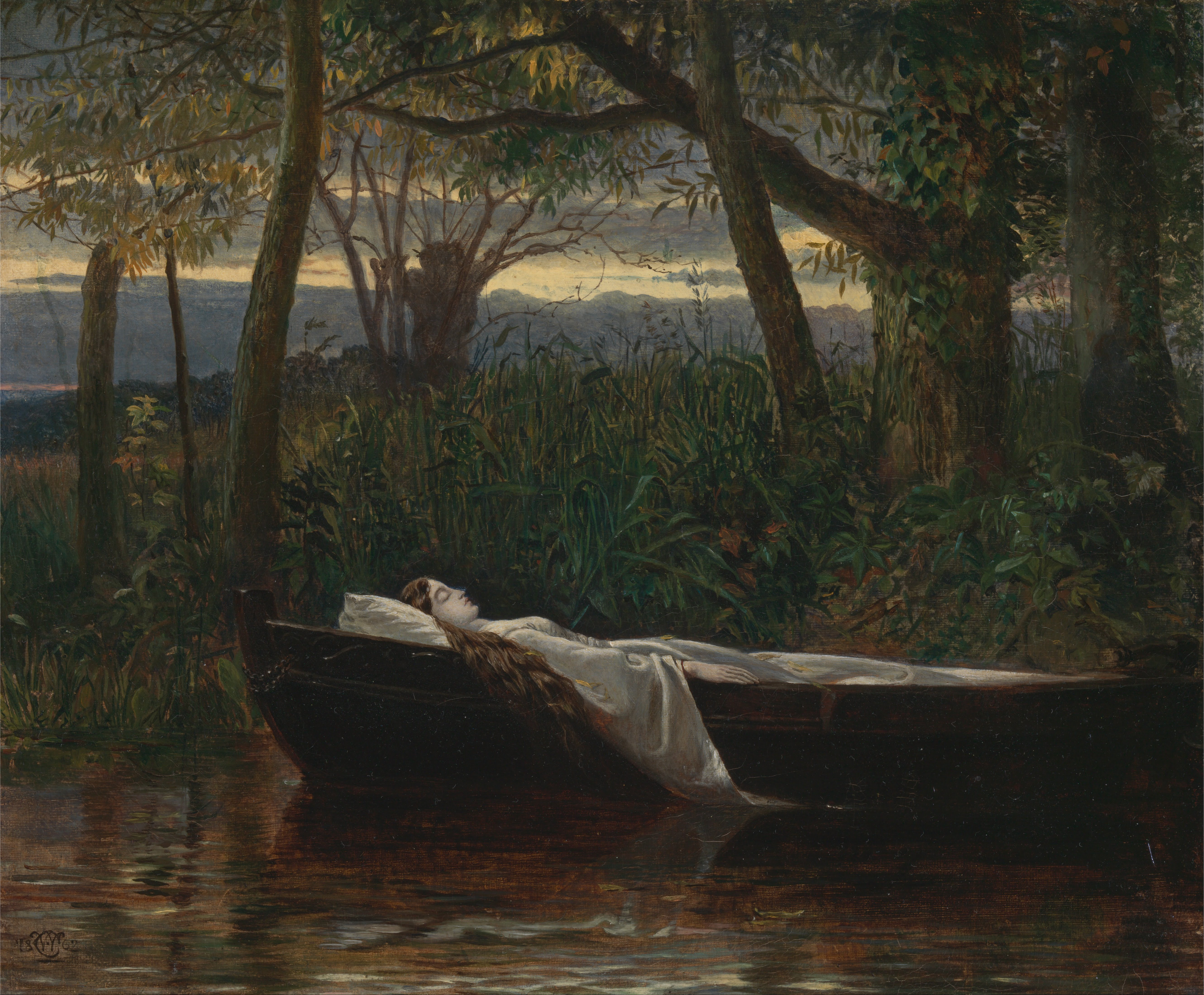
«Чарівниця Шалот» (1862)
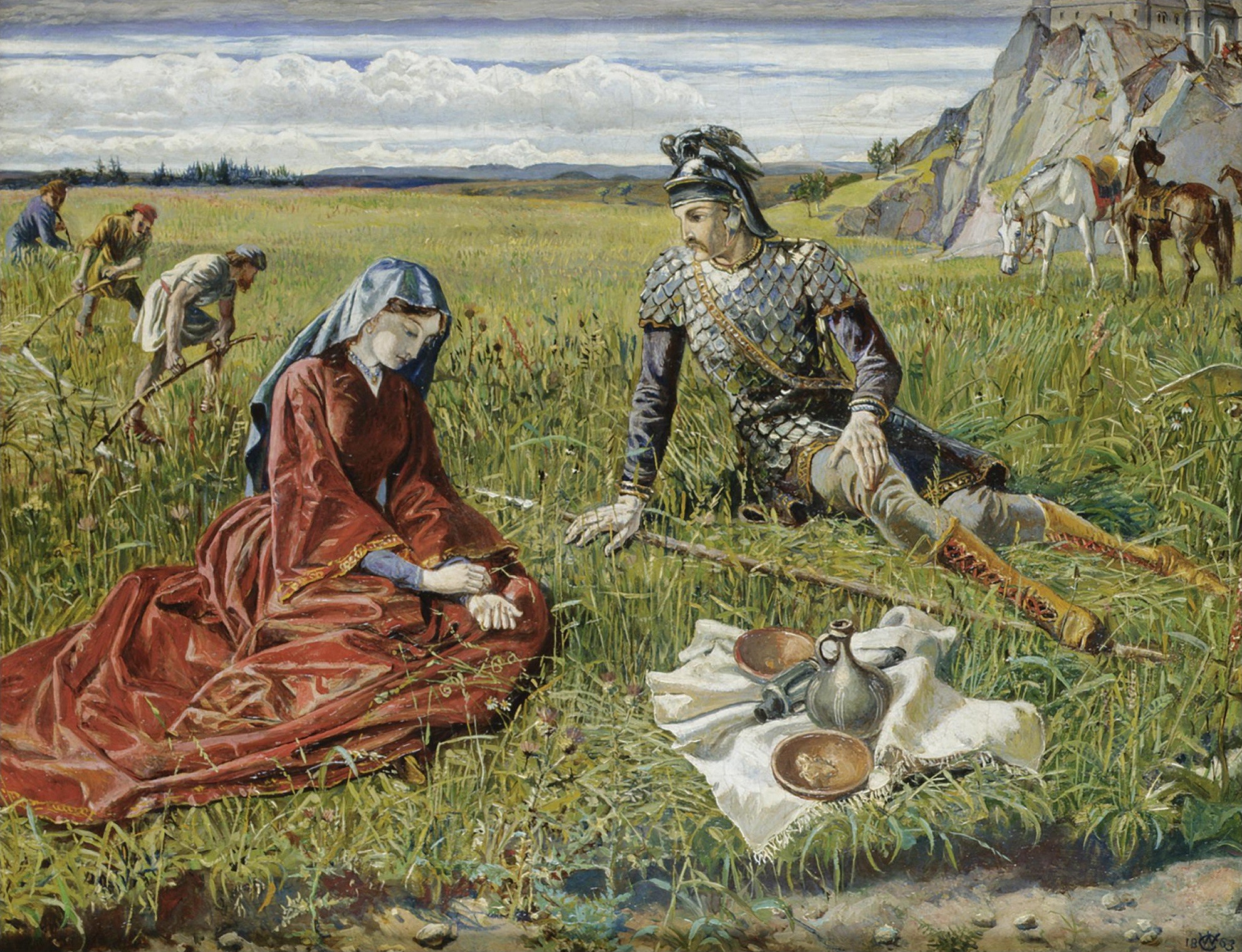
«Рут і Боаз» (1863)
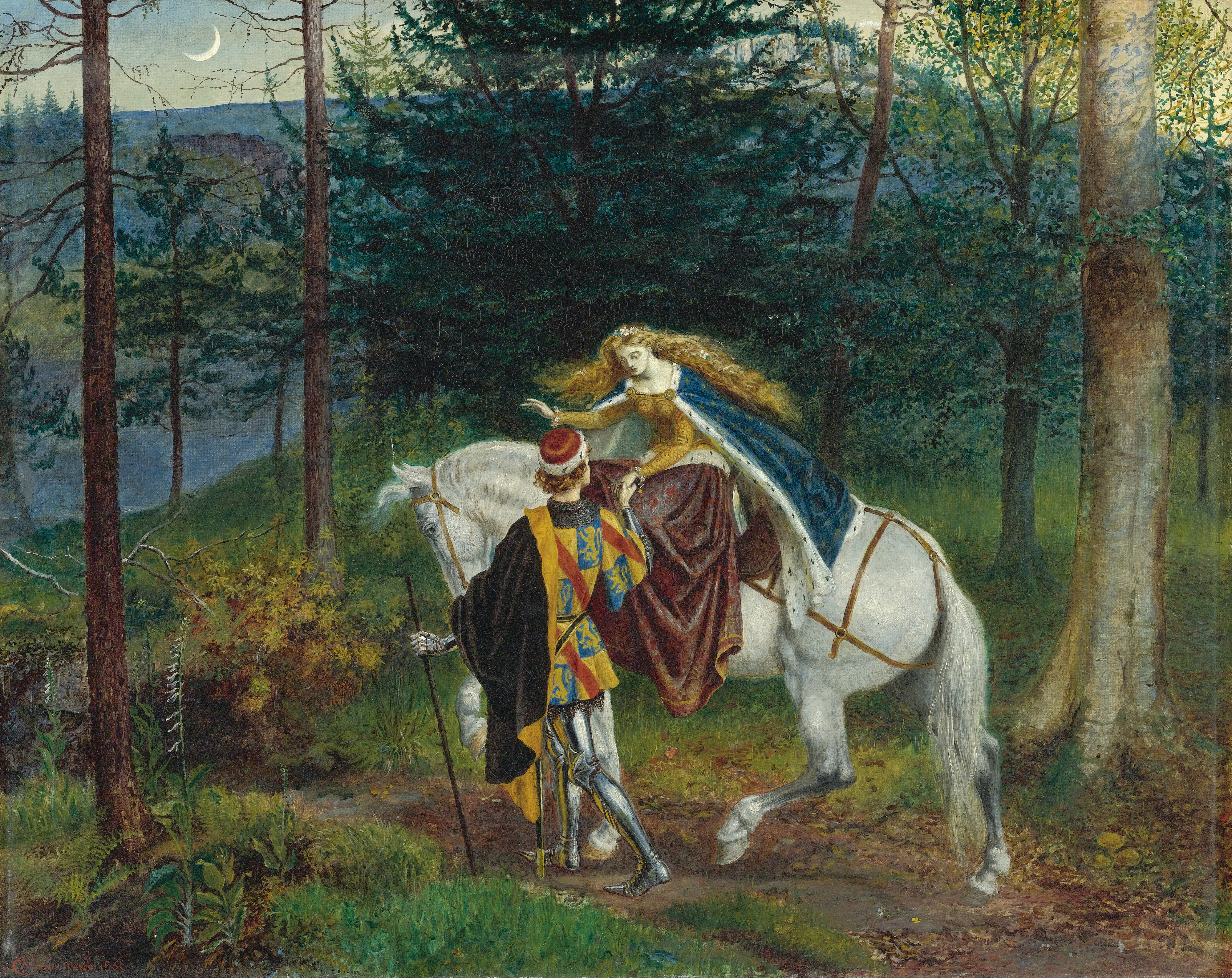
«Прекрасна дама, яка не знає милосердя» (1865)
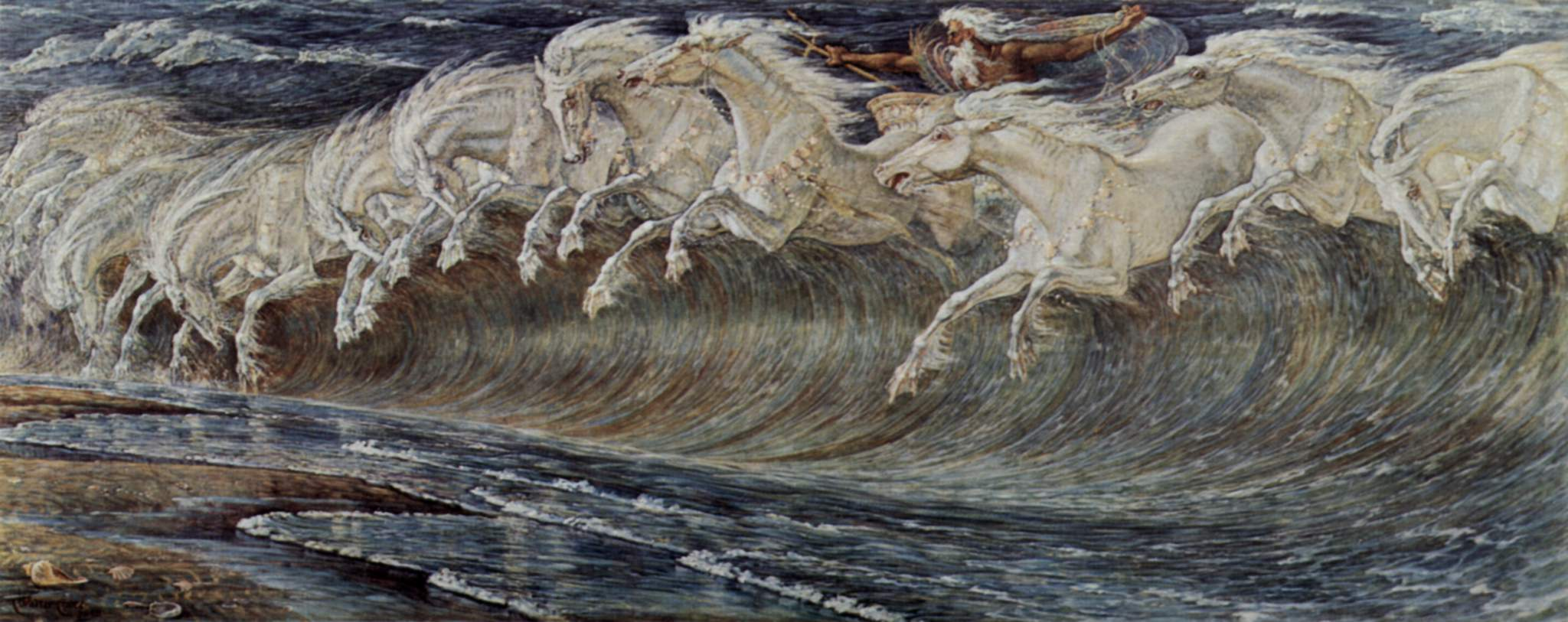
«Коні Нептуна» (1892)
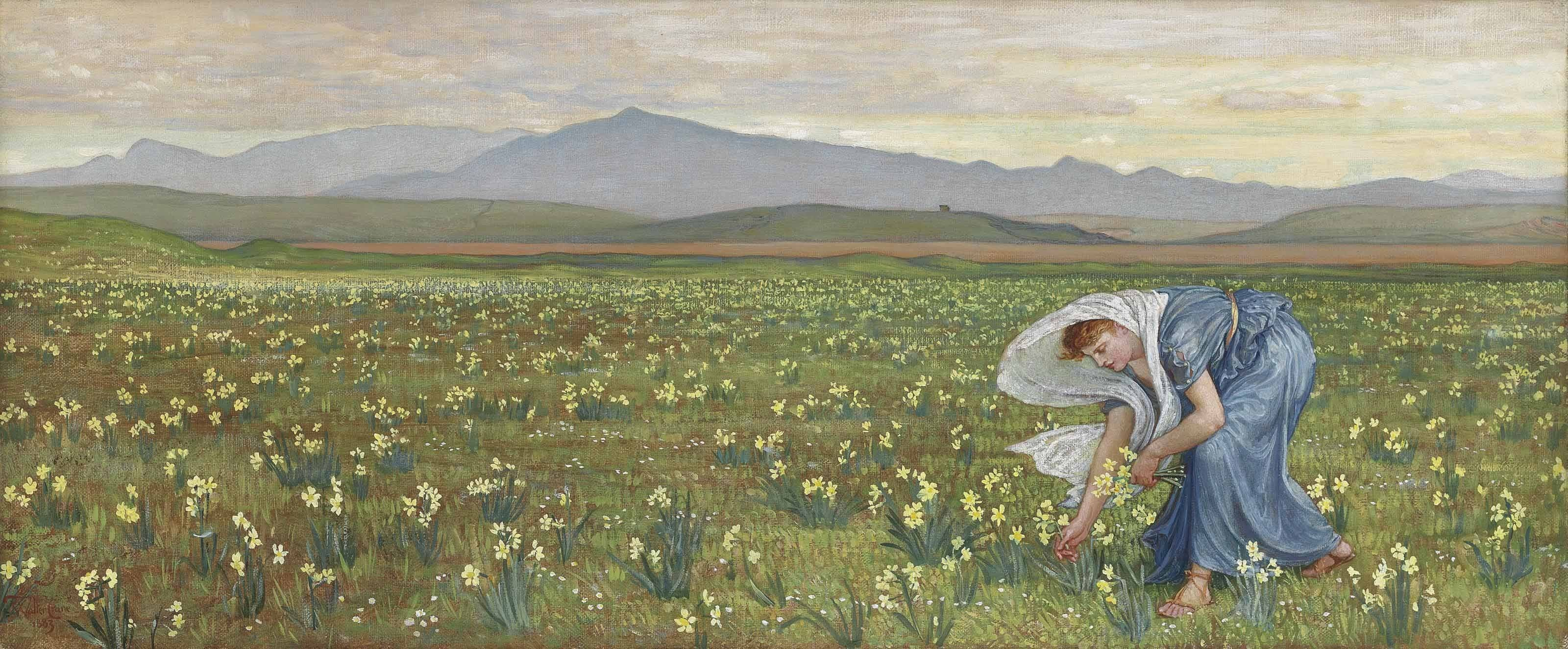
«Весна» (1883)
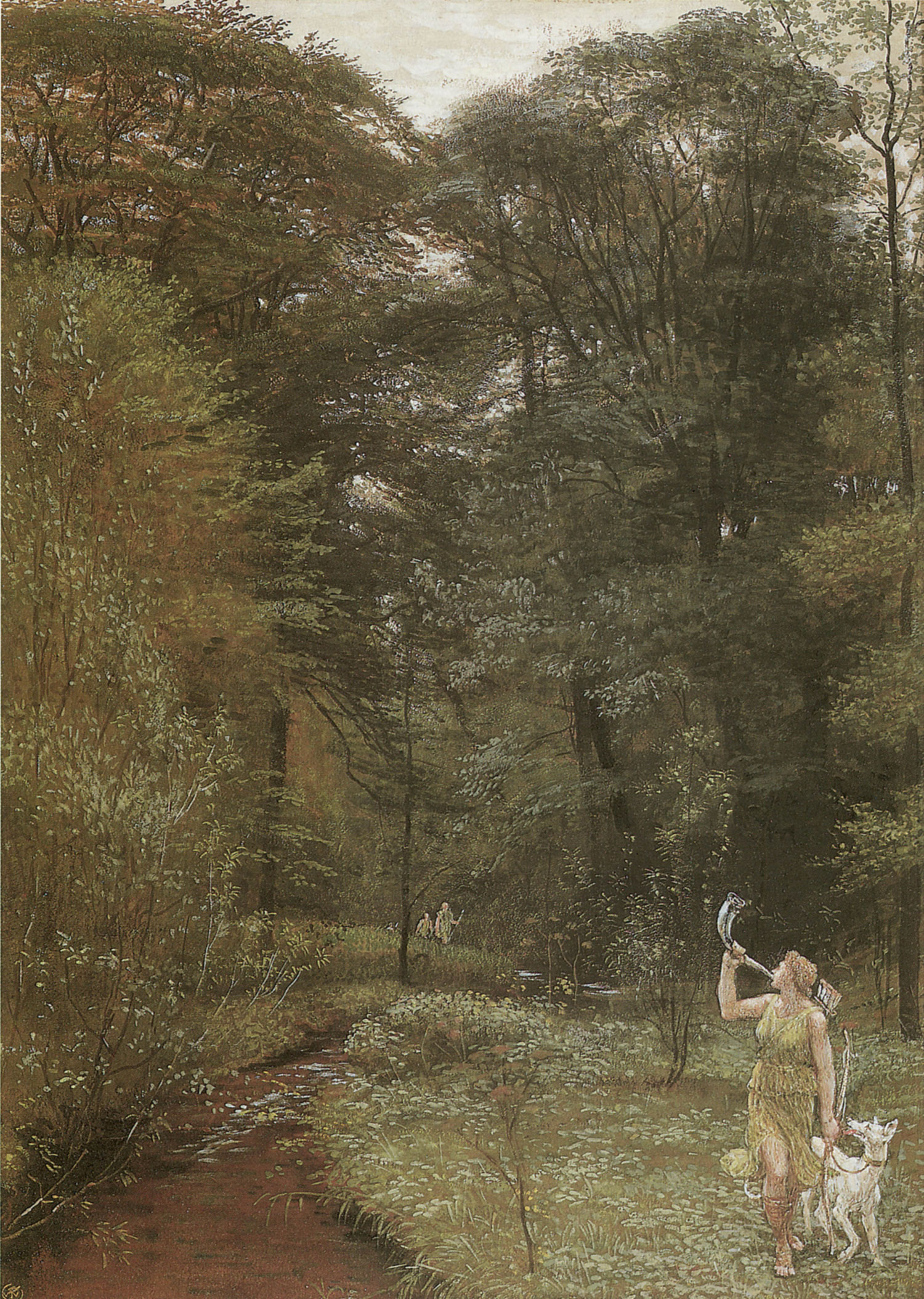
«Діана» (1881)
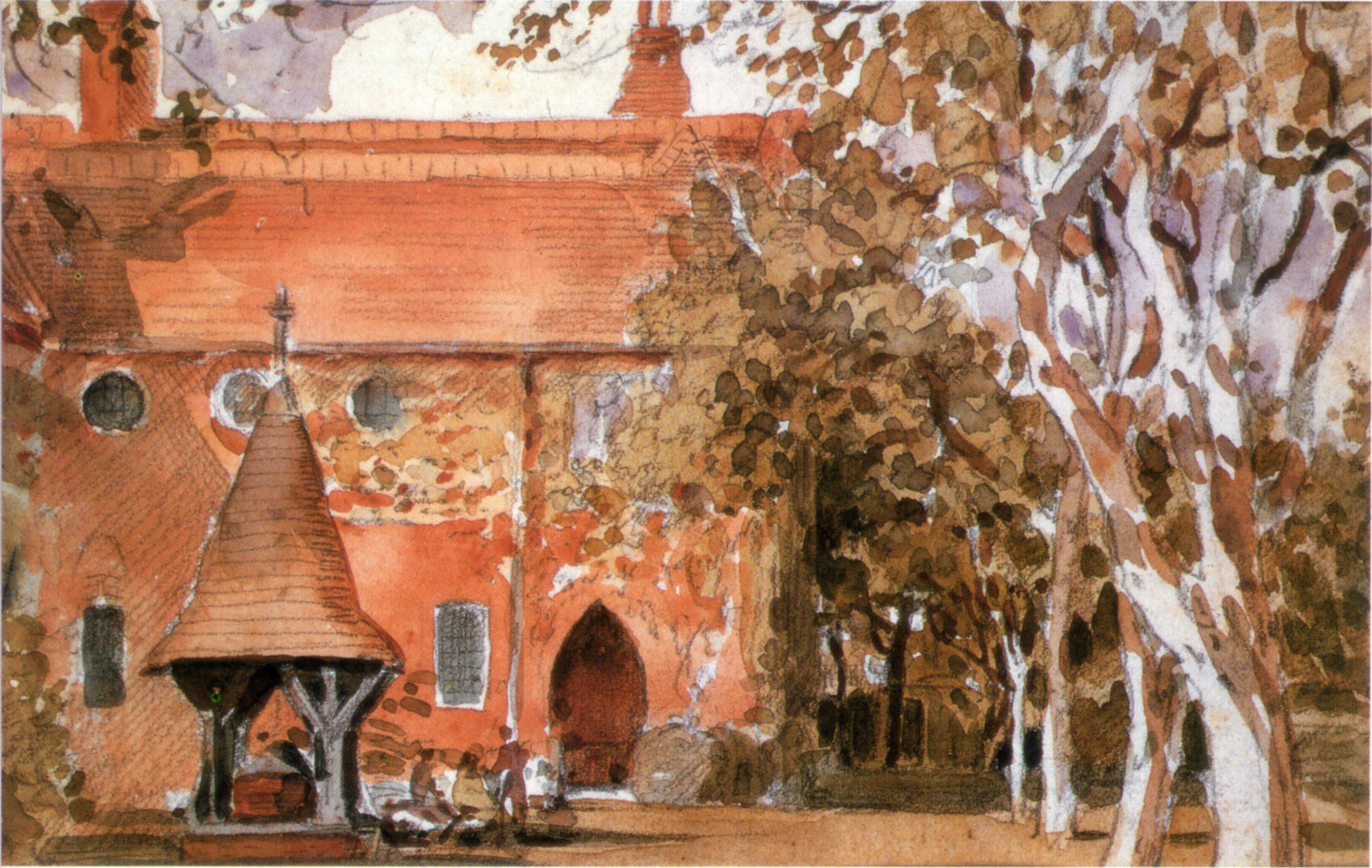
Червоний будинок Вільяма Морріса